# 李希邺
李希邺，字仙根，江苏江宁人，清朝政治人物。
監生出身，官東湖縣知縣。光绪二年（1876年）至光绪四年（1878年），擔任利川知县。